# Harry Trott
George Henry Stevens Trott (bekannt als Harry Trott; * 5. August 1866 in Melbourne, Australien; † 9. November 1917 in Melbourne, Australien) war ein australischer Cricketspieler, der zwischen 1888 und 1898 für die australische Nationalmannschaft spielte.

## Kindheit
Trott kam früh zum Cricket und spielte Juniorencricket. Sein Vater spielte Cricket und sein Bruder Albert Trott Test-Cricket für England und Australien.

## Aktive Karriere
Nachdem Trott für South Melbourne gespielt hatte, gab er sein First-Class-Debüt für Victoria in der Saison 1885/86.  Sein Debüt in der australischen Nationalmannschaft gab er in der Saison 1888 in England. Nachdem er bei der Ashes Tour 1890 wieder dabei war, hatte er sich im Team etabliert. Bei seinem ersten Test in Australien in der Saison 1891/92 gelangen ihm 3 Wickets für 52 Runs. Bei seinem Besuch in England im Sommer 1893 erzielte er im zweiten Test ein Fifty über 92 Runs. Ähnliches gelang ihm bei der Ashes Tour 1894/95, als er dort im zweiten Test 95 Runs erreichte. Im letzten Test der Serie konnte er dann mit 4 Wickets für 130 Runs als Bowler herausstechen. Bei der Tour in England im Sommer 1896 fungierte er als Kapitän des australischen Teams. Dabei erzielte er sein erstes internationales Century über 143 Runs im ersten Test gefolgt von einem Fifty über 53 Runs im zweiten. Dennoch verlor Australien die Serie 1–2. Als Kapitän bestritt er dann auch seine letzte Tour Saison 1897/98 in Australien. Dort gelang ihm ein Fifty über 79 Runs im zweiten Test.

## Nach der aktiven Karriere
Nach seiner letzten Tour erlitt Trott, als er seine Mutter besuchte, einen epileptischen Anfall. Er hatte in der Folge weitere Anfälle, litt an Schlaflosigkeit und Gedächtnisverlust. Daraufhin wurde er in einer Anstalt untergebracht. Er konnte von ihr genesen und spielte auch wieder Cricket, jedoch nahm seine Gesundheit weiter ab. Nach langer Krankheit verstarb er dann im Alter von 51 Jahren im Jahr 1917.